# Poltys raphanus
Poltys raphanus là một loài nhện trong họ Araneidae.
Loài này thuộc chi Poltys. Poltys raphanus được Tord Tamerlan Teodor Thorell miêu tả năm 1898.